# いつか…
「いつか…」は、清木場俊介の楽曲。2005年1月19日にrhythm zoneよりソロデビューシングルとして発売された。

## 概要
2004年にソロ活動を始めた清木場のソロデビューシングル。
「CD+DVD」、「CDのみ」の形態で発売され、DVDには「なにもできない」と「いつか…」のミュージック・ビデオを交えたショートムービーが収録された。ショートムービーには廣田朋菜も出演している。
TBS系ドラマ30『メモリー・オブ・ラブ』主題歌。カップリング曲「なにもできない」は同ドラマの挿入歌。オリコン週間シングルランキングでは最高位3位を獲得。
本作の発売を記念して、2005年2月25日にShibuya O-EAST、27日にBAYSIDE Jennyで「KIYOKIBA SHUNSUKE “LIVE 2005”」が行われた。Shibuya O-EAST公演から「愚説」「いつか…」「なにもできない」のライブ映像が、2009年に発売されたベスト・アルバム『清木場俊介 SONGS 2005-2008』の特典DVDに収録されている。

## 収録曲

### CD
- 全曲 作詞・作曲：清木場俊介

1. いつか… [5:13]
（編曲：渡辺善太郎）
TBS系ドラマ30『メモリー・オブ・ラブ』主題歌。
カップリング曲の「なにもできない」と同時期に書かれていることから、「ある意味双子のような、表と裏みたいなところがある」と語っている[5]。
1stアルバム『清木場俊介』にはアルバム・バージョン（表記はない）で収録されており、シングル・バージョンはベスト・アルバム『清木場俊介 SONGS 2005-2008』でアルバム初収録となった。
2. なにもできない [5:15]
（編曲：岩戸崇）
TBS系ドラマ30『メモリー・オブ・ラブ』主題歌。
EXILEのツアーの大阪公演の楽屋で書かれた楽曲。清木場自身はこの曲を表題曲にしたかったということを語っている[6]。
1stアルバム『清木場俊介』に収録されているが、アルバム・バージョン（表記はない）で収録されており、シングル・バージョンはアルバム未収録となっている。
3. いつか… (カラオケ) [5:13]
4. なにもできない (カラオケ) [5:14]

### DVD
1. 病院にて。「えっ」
2. なにもできない
3. ヤバイ…コト。
4. いつか…
5. エンドロール
終わりのハーモニカ演奏は清木場本人がやっている。

## 収録アルバム
いつか…
- 清木場俊介（アルバム・バージョン）
- 清木場俊介 LIVE "祭"
- 清木場祭2007
- 清木場俊介 SONGS 2005-2008（Single Version）
- 唄い屋・BEST Vol.1（再録バージョン）

なにもできない
- 清木場俊介（アルバム・バージョン）
- 唄い屋・BEST Vol.1（再録バージョン）